# Vy Vato Sakelika
Vy Vato Sakelika (VVS, „Eisen, Stein, Netzwerk“) war eine nationalistische Geheimgesellschaft, die 1913 in Madagaskar gegründet wurde. Die Gründer waren Eliten der Hova, die der Merina zugehörig waren. Ziel des Geheimbundes war es, auf der Insel eine Rebellion gegen die Kolonialregierung Frankreich in Madagaskar zu erwecken.
Die Kolonisierung des Königreichs Madagaskar im Jahr 1896 löste einen Volksaufstand gegen die Franzosen aus, der als Menalamba-Aufstand bekannt ist. Königin Ranavalona III., ihr Ehemann und Premierminister Rainilaiarivony sowie eine Kerngruppe ihres Hofstaats wurden dafür verantwortlich gemacht. Der Bürgermeister Toamasinas, Rainandriamampandry, und weitere wurden durch ein Erschießungskommando hingerichtet, während die Königin und der Premierminister verbannt wurden. Mitgliedern der protestantischen Hova-Elite, welche die Regierungsklasse des Landes bildeten, wurden die Privilegien aberkannt und ihr Eigentum wurde enteignet. In der Folge kam im ersten Jahrzehnt des kolonialen Regimes in anderen Landesteilen zu einigen ähnlichen Aufständen.
Nach Exekution und Verfolgung der Hova-Eliten wurde dieser Bund einflussreicher protestantischer Merina-Familien gegen die französische Verwaltung geformt. Der protestantische Pfarrer Ravelojaona gehörte zu den ersten Autoren von Schriften, die sich offen für ein nationalistisches Ideal einsetzten, zu seinen frühesten und einflussreichsten Werken zählte eine Reihe, die unter dem Namen Japan and the Japanese veröffentlicht wurde und welche die gelungene Verbindung von Tradition und Moderne in der Meiji-Zeit lobte. Kurz nach der Veröffentlichung dieser Reihe gründeten 1913 sieben Studenten der medizinischen Fakultät in Antananarivo die erste nationalistische Organisation Madagaskars, die Geheimgesellschaft Vy Vato Sakelika. Die Gruppe erweckte bald das Interesse einer größeren Mitgliederschaft, darunter Bürokräfte von Merina, Angestellte von Geschäften und Primarschullehrer. Auf diese Art bildeten Mitglieder der früheren Hova-Eilte in der Anfangszeit den inneren Kreis der VVS. Obwohl sich die Gruppe zuweilen als Kulturorganisation präsentierte, nutzte sie die nationale Presse, um die Bevölkerung aufzurufen, sich für die Freiheit und Würde von tanindrazana (Land ihrer Vorfahren) zu opfern.
Als Frankreich in den Ersten Weltkrieg einstieg, waren solche nationalistischen Aufrufe als Affront angesehen, der nicht toleriert werden durfte. Die französische Politik gegenüber der VVS erhärtete sich 1915, nachdem das Gerücht einer Verschwörung gegen den Staat bekannt wurden. Einige Mitglieder wurden festgenommen und zu Zwangsarbeit verurteilt; 1918 wurden diese freigelassen und 1922 begnadigt. Die Kolonialverwaltung griff bei den VVS-Mitgliedern hart durch. Manche wurden im Gefängnis auf Nosy Lava, einer kleinen Insel vor der Küste Madagaskars, inhaftiert oder zu Zwangsarbeit verurteilt. Andere Mitglieder wurden aus Regierungsposition entlassen. Anfang 1916 wurde Vy Vato Sakelika verboten und eine Zeitung, die von einem Sympathisanten herausgegeben wurde, musste auf Anweisung eingestellt werden. Diese strenge Antwort sorgte dafür, dass über Nationalismus und gleiche Rechte der Einheimischen öffentlich diskutiert wurde, woraufhin sich die nationalistische Bewegung aus der gesamten Insel über die ethnischen, religiösen und nationalen Grenzen ausbreitete. Viele dieser nationalistischen Gruppen vereinten sich unter Jean Ralaimongo, einem früheren VVS-Anführer, der sich für die Gleichberechtigung der Madagassen einsetzte.